# 金紀元
金紀元（日语：エポカドーロ），是日本純種競賽馬匹。生涯活躍於中距離賽事，曾勝出2018年之皋月賞。

## 出賽前
2015年2月15日出生於北海道新日高町田上徹牧場，成長途中被一口馬主俱樂部Hidaka Breeders Union Co. Ltd.負責人藤原悟郎於拍賣會中以3400萬日圓購入並於俱樂部內進行馬主募集，
其後交由栗東訓練中心練馬師藤原英昭訓練。

## 競賽生涯

### 2歲
2017年10月9日出戰京都競馬場2歲新馬戰，比賽途中雖然保持於前方位置，但最終些微失速之下以第三落敗。

### 3歲
2018年1月21日出戰3歲未勝利戰，於福永祐一策騎下成功一放到底獲得首勝利。
2月10日出戰羅漢柏賞，改由戶崎圭太策騎。比賽開始後，其成功搶佔先頭位置進行領放，進入直路後繼續加速，最終保持優勢下拋離後方的展翼超俗3 1/2馬位獲得冠軍。
3月18日出戰春季錦標，落後於絕嶺之峽及Lucas獲得第三人氣。比賽開始後，其緊隨領放馬Cosmo Ignaz於第二的位置追走，比賽途中一直以此節奏通過所有彎道。進入直路後，其於外檔位置超越Cosmo Ignaz成爲領先，而此次絕嶺之峽亦於外檔位置殺上，兩駒展開纏鬥之下以平頭姿態衝線。最終於照片判定下，賽會宣佈金紀元以鼻位差距憾負。
4月15日出戰皋月賞，於強敵衆多之下僅獲得第七人氣。比賽開始後，前方由Aithon、Jun Valerot及獨尊將軍帶出，金紀元則無視前方之節奏於第四位置推進。進入對面直路後，前方三匹領放馬經已拉開主馬羣達10馬位，然而通過第三彎道時，由金紀元帶領的主馬群開始發力，並於第四彎道追上三匹賽駒。進入直路後，金紀元稍微外閃以避開失速的Jun Valerot，其後迅速運用望空的優勢加速，於最後100米超越剩餘的兩駒奪得領先，最終亦成功抵擋Sans Rival的追擊以2馬位優勢，以爆冷的姿態奪得首個分級賽冠軍，亦成功達成父子制霸。
5月27日出戰東京優駿（日本打吡），賽前獲得第四人氣。比賽開始後，其於先頭搶佔位置進行領放，雖然比賽初段推進節奏較快，但隨厚調整節奏並放慢速度，以59.6秒的時間通過前1000秒。進入直路後，其仍然保持領先的優勢，此時內欄的野田優驥及外檔的Cosmic Force開始加速，但金紀元於保持速度下未受到太大威脅。然而直路終中段，位於Cosmic Force後方的華格納突然加速並爆發末腳，金紀元於最後100米被對手超越，其後反超不果，最終以2馬位差距落敗得第二。
夏季放草過後出戰神戶新聞盃，將會再次面對華格納，而本次比賽亦爲計2000年空中神宮及愛麗航程後再度有皋月賞馬及打吡馬於神戶新聞盃對決。比賽開始後，金紀元一度被草皮絆倒並失去平行，所幸騎師戶崎迅速調整並指揮其於中團位置追走。然而進入直路後，其僅衝刺一小段距離便轉趨力弱，最終以第四完賽。
10月21日出戰菊花賞，雖然比賽初段一直保持於先頭位置，但進入直路後因長距離適性不足而失速，最終以第八大敗。

### 4歲
2019年以中山紀念作爲首戰，最終於其中以第五完賽。
其後出戰大阪盃，再度採用領放戰術並一路帶領馬群進入直路，但於直路上失速沉底以第十完賽。
大阪盃賽後被確認有流鼻血之跡象，因而立即進入放草狀態。然而於放草途中發生腸臟扭轉，進入長達1年的休養並進行手術。
雖然其後陣營一度有讓其於2020年金鯱賞或札幌紀念復出的計劃，但最終判斷情況過後放棄，並於8月5日宣佈安排其退役。

### 詳細賽績
| 日期       | 舉辦國家 | 馬場 | 距離   | 級別 | 賽事名稱   | 負重 | 騎師     | 馬號 | 出馬 | 名次 | 時間   | 頭馬（二馬）   |
| ---------- | -------- | ---- | ------ | ---- | ---------- | ---- | -------- | ---- | ---- | ---- | ------ | -------------- |
| 9/10/2018  | 日本     | 京都 | 草1800 |      | 2歲新馬    | 55   | 北村友一 | 6    | 10   | 3    | 1:50.9 | Tanglewood     |
| 21/1/2018  | 日本     | 京都 | 草1600 |      | 3歲未勝利  | 56   | 福永祐一 | 13   | 15   | 1    | 1:36.1 | （Rano Kau）   |
| 20/2/2018  | 日本     | 小倉 | 草2000 |      | 羅漢柏賞   | 56   | 戶崎圭太 | 1    | 12   | 1    | 2:00.8 | （展翼超俗）   |
| 18/3/2018  | 日本     | 中山 | 草1800 | GII  | 春季錦標   | 56   | 戶崎圭太 | 5    | 13   | 2    | 1:48.1 | 絕嶺之峽       |
| 15/4/2018  | 日本     | 中山 | 草2000 | GI   | 皋月賞     | 57   | 戶崎圭太 | 7    | 16   | 1    | 2:00.8 | （Sans Rival） |
| 27/5/2018  | 日本     | 東京 | 草2400 | GI   | 東京優駿   | 57   | 戶崎圭太 | 12   | 18   | 2    | 2:23.7 | 華格納         |
| 23/9/2018  | 日本     | 阪神 | 草2400 | GII  | 神戶新聞盃 | 56   | 戶崎圭太 | 8    | 10   | 4    | 2:26.1 | 華格納         |
| 21/10/2018 | 日本     | 京都 | 草3000 | GI   | 菊花賞     | 57   | 戶崎圭太 | 5    | 18   | 8    | 3:06.9 | 氣自豪         |
| 23/2/2019  | 日本     | 中山 | 草1800 | GII  | 中山紀念   | 57   | 戶崎圭太 | 9    | 11   | 5    | 1:45.7 | 勝出光采       |
| 31/3/2019  | 日本     | 阪神 | 草2000 | GI   | 大阪盃     | 57   | 戶崎圭太 | 4    | 14   | 10   | 2:02.0 | 艾恩遺跡       |

## 退役後
退役後，金紀元成為了配種馬，於北海道新日高町Arrow Stud休養，在2021年進行配種。首批子嗣於2022年出生。首批子嗣可於2024年出賽。

## 血統簡介
父系黃金巨匠為日本賽駒，生涯戰績彪炳，爲日本賽馬史上第七匹三冠馬，曾贏得六項一級賽並做出連續兩年於凱旋門大賽跑獲亞軍的佳績。祖父黃金旅程亦是日本賽駒，生涯戰績不俗，曾勝出香港瓶，退役後配種成績亦非常優秀。
母系Daiwa Passion爲日本賽駒，生涯戰績不俗，曾勝出二級賽雌馬賽。外祖父Forty Niner爲美國賽駒，曾勝出多場一級賽，退役後亦成爲優秀種馬，現已確立爲一支獨立的系統。

### 血統表
| 父線：週日寧靜系（Halo系）                 |                             |               |                 |
| 種馬 黃金巨匠 2008年（栗色）               | 黃金旅程 1994年（深棗色）   | 週日寧靜      | Halo            |
| 種馬 黃金巨匠 2008年（栗色）               | 黃金旅程 1994年（深棗色）   | 週日寧靜      | Wishing Well    |
| 種馬 黃金巨匠 2008年（栗色）               | 黃金旅程 1994年（深棗色）   | Golden Sash   | Dictus          |
| 種馬 黃金巨匠 2008年（栗色）               | 黃金旅程 1994年（深棗色）   | Golden Sash   | Dyna Sash       |
| 種馬 黃金巨匠 2008年（栗色）               | Oriental Art 1997年（栗色） | 目白麥昆      | Mejiro Titan    |
| 種馬 黃金巨匠 2008年（栗色）               | Oriental Art 1997年（栗色） | 目白麥昆      | Mejiro Aurora   |
| 種馬 黃金巨匠 2008年（栗色）               | Oriental Art 1997年（栗色） | Electro Art   | 北方風味        |
| 種馬 黃金巨匠 2008年（栗色）               | Oriental Art 1997年（栗色） | Electro Art   | Grandma Stevens |
| 繁殖雌馬 Daiwa Passion 2003年（棗色）      | Forty Niner 1985年（栗色）  | 淘金者        | Raise a Native  |
| 繁殖雌馬 Daiwa Passion 2003年（棗色）      | Forty Niner 1985年（栗色）  | 淘金者        | Gold Digger     |
| 繁殖雌馬 Daiwa Passion 2003年（棗色）      | Forty Niner 1985年（栗色）  | File          | Tom Rolfe       |
| 繁殖雌馬 Daiwa Passion 2003年（棗色）      | Forty Niner 1985年（栗色）  | File          | Continue        |
| 繁殖雌馬 Daiwa Passion 2003年（棗色）      | Sun Rouge 1992年(棗色)      | Shady Heights | Shirley Hight   |
| 繁殖雌馬 Daiwa Passion 2003年（棗色）      | Sun Rouge 1992年(棗色)      | Shady Heights | Vaguely         |
| 繁殖雌馬 Daiwa Passion 2003年（棗色）      | Sun Rouge 1992年(棗色)      | Tikanova      | 北地舞人        |
| 繁殖雌馬 Daiwa Passion 2003年（棗色）      | Sun Rouge 1992年(棗色)      | Tikanova      | Cairn Rouge     |
| 雌系：號族：1-n                            |                             |               |                 |
| 五代內近親交配：北方風味 4×5、北地舞人 4×5 |                             |               |                 |

## 命名由來
名字Epoca d'Oro（エポカドーロ）於法語中，意思是「黃金時代」，聯想自父系黄金巨匠的名字，香港則翻譯為「金紀元」。

## 外部連結
- 金紀元 netkeiba.com （页面存档备份，存于）
- 血統表 （页面存档备份，存于）